# Amo (álbum)
Amo es el nombre del tercer álbum de estudio del cantautor argentino Axel, fue producido por Oscar Asencio y Mario Maselli. Fue editado por Sony Music el 23 de septiembre de 2003; el cantante por este trabajo recibió un disco de platino por las 40.000 copias vendidas.

## Lista de canciones
| Amo            |                              |          |  |
| N.º            | Título                       | Duración |  |
| 1.             | «Sigue»                      | 3:15     |  |
| 2.             | «A Mi Medida»                | 4:06     |  |
| 3.             | «Me Estoy Enamorando»        | 4:01     |  |
| 4.             | «Quiero Que Te Enteres»      | 4:01     |  |
| 5.             | «Amo»                        | 3:34     |  |
| 6.             | «Dulce Amargo»               | 4:44     |  |
| 7.             | «El Amor Comienza»           | 3:30     |  |
| 8.             | «Eso»                        | 3:51     |  |
| 9.             | «Nena»                       | 3:35     |  |
| 10.            | «Me Puedes de Punta a Punta» | 3:56     |  |
| 11.            | «Memé»                       | 4:53     |  |
| 12.            | «Tu Rinconcito»              | 3:40     |  |
| 47 min. Aprox. |                              |          |  |

## Sencillos
- «A mi medida» (2003)
- «Amo» (2003)
- «Me puedes de punta a punta» (2004)

## Usos del álbum
- El tema "Amo" fue incluido en el film Mi Abuela es un Peligro II Hollywood y en la telenovela "Anita, no te rajes".

- El tema "Eso" fue incluido en la telenovela venezolana "Estrambótica Anastasia".

- El tema "El amor Comienza" fue incluido en la tira televisiva "Floricienta".

- Datos: Q5672904